# Dichaetomyia defectiva
Dichaetomyia defectiva este o specie de muște din genul Dichaetomyia, familia Muscidae, descrisă de Fritz Isidore van Emden în anul 1942.
Este endemică în Kenya. Conform Catalogue of Life specia Dichaetomyia defectiva nu are subspecii cunoscute.